# Karel Doorman (Schiff, 2014)
Die Karel Doorman (A 833) ist ein Mehrzweckversorgungsschiff der niederländischen Marine. Im Februar 2016 wurde vereinbart, dieses Schiff gemeinsam mit der deutschen Marine zu nutzen. Das Schiff wurde benannt nach Karel Doorman.

## Aufgaben
Die Karel Doorman ersetzt die beiden Versorgungsschiffe Zuiderkruis und Amsterdam. Zu ihren Aufgaben gehören:
- Seeversorgung von Kriegsschiffen
- Seetransport einschließlich des amphibischen Umschlags von Personal und Material außerhalb von Hafenanlagen
- Logistische Unterstützung militärischer Operationen an Land

Die Baukosten betrugen etwa 408 Mio. Euro.

## Einsatz
Obwohl noch in der Erprobung befindlich wurde die Karel Doorman im November 2014 nach Westafrika entsandt, um die Bekämpfung der dortigen Ebola-Epidemie logistisch zu unterstützen. Nach der Indienststellung im Frühjahr 2015 wurde das Schiff noch einige Monate weiter erprobt und letztendlich am 24. September 2015 von der Beschaffungsbehörde an die Königliche Marine übergeben.
Im März 2016 wurden erste Übungen mit dem Seebataillon der deutschen Marine durchgeführt.